# Gouden plaat (Pioneerprogramma)

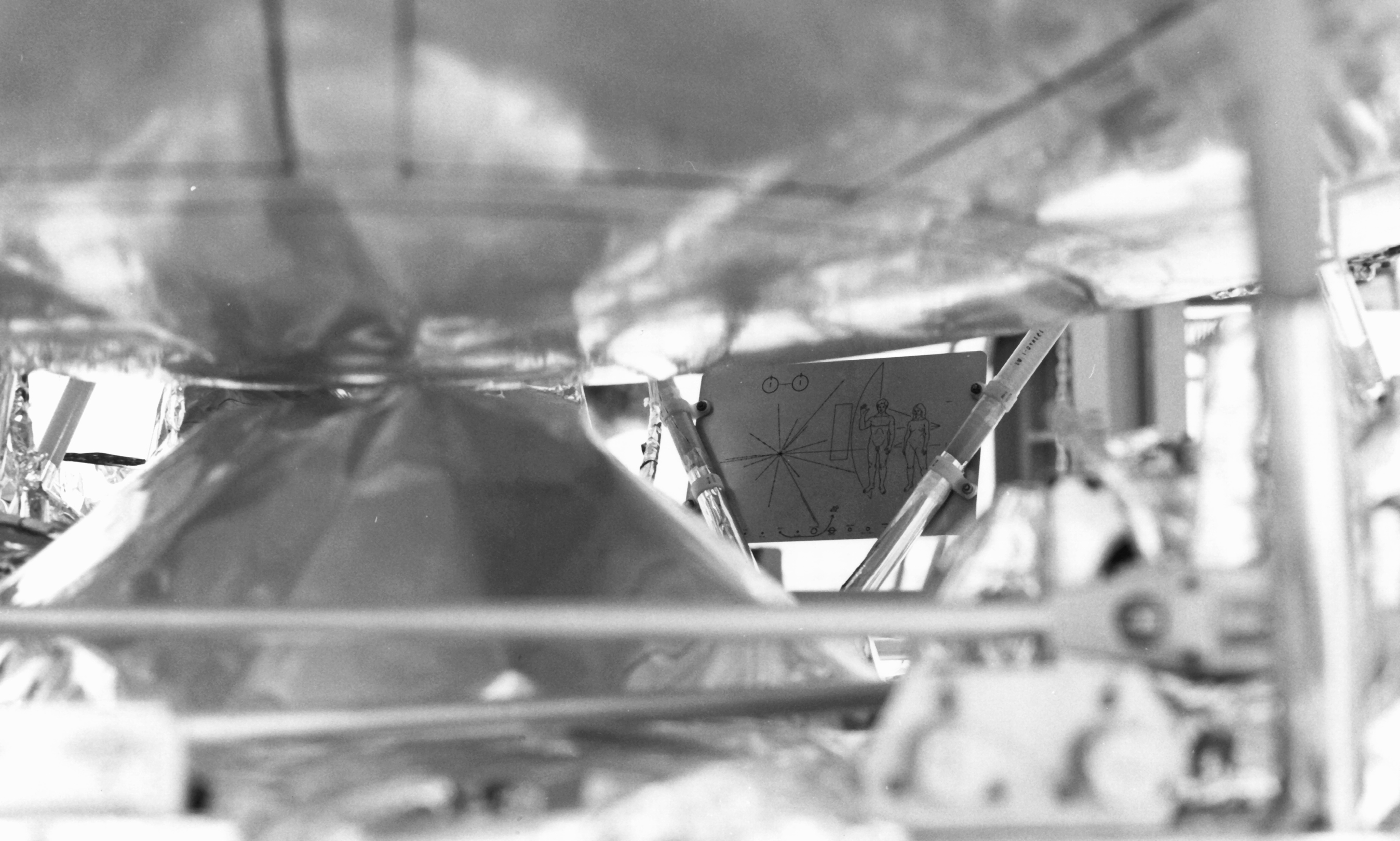
Positie van gouden plaat aan Pioneer 10 (aan frame van antenneschotel)

gouden plaat aan Pioneer 10 en Pioneer 11

Aan zowel Pioneer 10 als Pioneer 11 is een gouden plaat bevestigd. Beide ruimtesondes zijn op weg het zonnestelsel te verlaten. Hoewel het zeer onwaarschijnlijk is, bestaat de kans dat de sondes worden opgemerkt en geborgen door buitenaardse intelligente wezens. 
Mocht het zover komen, dan is het de bedoeling dat met de afbeeldingen op de gouden plaat de plaats van de verzender in ruimte en tijd kan worden achterhaald. Ook staan de uiterlijke kenmerken van de verzenders erop afgebeeld. 
Het was prof. dr. Carl Sagan die op het idee kwam om op deze twee ruimtetuigen een plaat te bevestigen. Voor het indienen en het uitwerken van zijn idee waren drie weken beschikbaar, doordat het plan kort voor de lancering van Pioneer 10 bij Sagan opkwam. Sagan zelf bedacht een ontwerp en liet zijn vrouw Linda Sagan, die kunstenares is, het werk uitvoeren. 
De gouden plaat is van verguld aluminium en is 22,9 cm breed, 
15,2 cm hoog en 1,27 mm dik. 
De plaat zit bevestigd aan het frame van de antenneschotel. Hij is zo gepositioneerd dat de plaat het minst te lijden heeft van erosie door interstellair stof.

## Uitleg van de afbeeldingen

### Waterstof
| De bovenste afbeelding geeft de twee configuraties van het waterstofmolecuul (H2) weer. De overgang van ene energieniveau naar het andere (de hyperfijnsplitsing) geeft een energieverschil dat correspondeert met een frequentie van 1420,406 MHz, wat overeenkomt met een golflengte van 21,1 cm. Deze lengte is de eenheid die gebruikt wordt voor de andere afbeeldingen. |

### Mensen
| Een man en een vrouw zijn schematisch afgebeeld voor de afbeelding van de sonde. Tussen de streepjes die de lengte van de vrouw aangeven, is het binaire equivalent van acht geschreven, met een etsfout in een van de liggende streepjes. Nemen we de eenheid van 21,1 * 8, dan krijgen we 168,8 cm, wat overeenkomt met de gemiddelde lengte van een vrouw. |

### Sonde
| Achter de mensen is het silhouet van de sonde schematisch weergegeven. Het is op dezelfde schaal als de mensen. De afmetingen van de mensen zijn hierdoor af te leiden. |

### Positie
| Het pictogram links op de plaat toont vijftien lijnen die uit dezelfde oorsprong komen. Veertien lijnen zijn opgebouwd uit streepjes die een binair getal voorstellen, die overeenkomen met de frequentie van pulsars. De oorsprong komt overeen met de positie van de zon. De vijftiende lijn die zich uitstrekt tot voorbij de menselijke afbeeldingen, geeft de afstand weer tot het centrum van de Melkweg. Doordat naarmate de tijd verstrijkt ook de frequentie van de pulsars verandert, kan ook de tijd van verzending worden bepaald. |

### Zonnestelsel
Onder op de plaat wordt schematisch het zonnestelsel weergegeven. Een afbeelding van de sonde laat de baan zien die gevolgd is bij het verlaten van ons stelsel. Door Saturnus is een streep gezet die de ringen voorstelt, als extra aanwijzing om het zonnestelsel te kunnen identificeren. 
De afbeelding is niet op schaal, de afmetingen van de planeten verschillen in werkelijkheid meer en dat geldt ook voor de onderlinge afstanden.
De binaire getallen geven de relatieve afstand van de planeten tot de zon. De eenheid is een tiende van de afstand tussen Mercurius en de zon.
|  |